# سلیمانیه
سلیمانیه (به کردی: سلێمانی) (به عربی: السليمانية) شهری در مرکز استان سلیمانیه در شرق اقلیم کردستان عراق است. سلیمانیه در نزدیکی مرز ایران و عراق و در فلات ایران قرار دارد. شهر مدرن سلیمانیه در سال ۱۷۸۴ توسط شاهزاده کرد عثمانی، ابراهیم پاشا بابان تأسیس شد، او نام شهر را به نام پدرش سلیمان پاشا نامگذاری کرد. از سلیمانیه به عنوان یکی از قطب‌های مهم علمی کشور عراق یاد می‌شود. زبان بیشتر مردم سلیمانیه کُردی سورانی است بیشتر ساکنان سلیمانیه را کردها تشکیل می‌دهند، همچنین این شهر مرکز ملی‌گرایی کردی و ادبیات کردی است.
سلیمانیه از بدو تأسیس همواره مرکز شاعران، نویسندگان، مورخان، سیاستمداران، دانشمندان و خوانندگانی چون نالی، محوی، بختیار علی بوده است؛ سلیمانیه پایتخت حکومت تاریخی بابان از سال ۱۷۸۴ تا ۱۸۵۰ بود.

## جغرافیا
شهر سلیمانیه در شهرستانی به نام سلیمانیه واقع شده است. بخش‌های این شهرستان عبارت‌اند از بازیان، سرچنار، قره‌داغ و تانجه‌رود. این شهرستان دارای ۳۲۵ روستاست. رودخانه‌های قلیاسان، تانجه‌رود و سرچنار از این شهرستان می‌گذرند.
سلیمانیه از سوی شمال باختری با کوه‌های ازمر (۱۷۰۲ متر) و گویژه (۱۵۲۴ متر) محصور می‌شود و رشته‌کوه گله‌زرده نیز در پیرامون آن قرار دارد. در جنوب سلیمانیه کوه برانان (۱۳۷۳ متر) و در خاور این شهر دشت سلیمانیه قرار دارد. این دشت ۴۵ کیلومتر درازا و ۱۵ کیلومتر پهنا دارد. شهر سلیمانیه در بلندای ۸۵۳ متری از سطح دریا واقع شده و آب و هوای آن مدیترانه‌ای است که زمستان‌های سرد و بارانی و تابستان‌های گرم و خشک دارد. رودخانهٔ تانجه‌رود از جنوب آن می‌گذرد.
شش محلهٔ اصلی قدیمی آن عبارت اند از: کانی آسکان، گویژه، مَلکَندی، سرشقام، چهارباغ و دَرگَزین.

## تاریخچه
درهٔ شهرزور (شاره‌زوور) که شهر سلیمانیه بعدها در آن بنیاد شد در زمان صفوی در دست صفویان بود. آنان ادارهٔ محلیِ این دره را به خاندان اردلان سپردند که در سنندج مستقر بودند.
قلعهٔ سلیمانیه را در سال ۱۷۸۶ ابراهیم پاشا بابان، فرمان‌روای شهرزور، بنیاد نهاد. وی این شهر را به نام پدر خود، سلیمان پاشا، «سلیمانیه» نامید و گروهی از قبیله‌های کردِ بابان را به آن دژ تازه کوچاند. این دژ به همراه همهٔ روستاهای پیرامونش بنا به پیمان ۱۱۵۹ هـ.ق. میان نادرشاه افشار و دولت عثمانی به ایران تعلق گرفت.
در ۱۴ بهمن ۱۲۲۴ خورشیدی، محمدشاه قاجار، با پافشاری انگلستان و روسیه، از حاکمیت ایران بر سلیمانیه (در عراق امروز) چشم پوشید و آن را به دولت عثمانی واگذار کرد. این سرزمین، تا آن هنگام، گوشه‌ای از گسترهٔ ایران به‌شمار می‌رفت. این سرزمین‌ها در پایان جنگ جهانی نخست، به دست انگلستان و فرانسه افتاد.
پیش از بنیاد شهر سلیمانیه، شهر اصلی منطقه قلعه شولان بود که حدود ۶۰ کیلومتر با شهر سلیمانیه فاصله دارد. قلعه شولان، به‌دلیل نزدیکی به مرز ایران و درگیری نظامی متداوم میان عثمانی و ایران، محل ناامنی بود و علت تغییر مکان بابان‌ها نیز همین بود.
در آغازِ اهمیت گرفتن سلیمانیه از قلعه چوالان به عنوان پایتخت بهاری استفاده می‌شد.
شهر سلیمانیه مرکز ولایت بابان به‌شمار می‌آید و فرمان‌روایی آن شهر و شهرزور پس از ابراهیم پاشا به برادر وی عبدالرحمن واگذار شد. در حال حاضر هم اگرچه امارت بابان رسماً حاکم نیست اما اسماً همچنان تنها حاکم بلامنازع آنجاست و با توجه به اینکه مردم طی ۱۰۰ سال اخیر از بازی‌های سیاسی احزاب و دولت‌ها خسته شده‌اند، هرچند که بیش از ۱۶۵ سال از انقراض امارت بابان پنجم می‌گذرد اما احتمال احیای رسمی آن در آینده نزدیک بالاست. پس از فروپاشی دولت عثمانی، سلیمانیه نیز در زمان جنگ جهانی نخست در کشور تازه تأسیس عراق قرار گرفت.
به دلیل دوری قلعه چوالان از دیگر شهرهای کردستان و نیز شاه‌راه بودن سلیمانیه، جمعیت سلیمانیه روزبه‌روز بیشتر می‌شد به طوری که از سال ۱۹۷۰م به بعد، به عنوان دومین شهر مهم کردستان عراق، پس از اربیل، شناخته شد.
در دوران معاصر، این شهر در سال ۱۹۹۰ میلادی به دست بری کردستانی (اتحاد همهٔ احزاب کردستان) از دست بعثی‌ها رهایی یافت و از آن تاریخ توسط حزب اتحادیه میهنی کردستان عراق اداره می‌شود.
حاجی توفیق پیرمرد و فایق بیکس از شاعران نامور سلیمانیه‌اند و شیخ محمود برزنجی از سیاسیون معروف آن است.

## شهر روشنفکران
شهر سلیمانیه به باور بسیاری پایتخت روشنفکری کردستان است. سلیمانیه در زمان حکومت بابان‌ها بسیاری از شاعران به این شهر مهاجرت کردند و ادبیات امروزه که توسط سه شاعر نالی، سالم و کوردی کتابخانه شعر بابان را درست کردند که در این کتابخانه گنجینه‌ای از شعرهای شاعران مختلف جمع‌آوری شده که هنوز هم تأثیر بسیار زیادی حتی در شاعران مدرن کردستان دارند. 
اغلب نویسندگان بزرگ آن عصر مانند نالی، سالم، کوردی، مولانا خالد، ملا عبدالله بیتوشی، شیخ مارف نوده‌ای، سید احمد نقیب، شیخ حسین قاضی، حاجی ملا احمد دلیژه، محمد فیض ذهابی، جمیل صدقی ذهابی، ملا صالح حریق، صالح افندی آهی، طاهربگ جاف، ولی دیوانه، علی برده‌شانی، زیور ملا عبدالله، احمد مختار جاف، ملا عزیز مفتی، پیره‌مرد، بیخود، جمال عرفان و چندین نویسنده و شاعر پس از دهۀ ۱۹۵۰ به بخشی بااهمیت از ادبیات معاصر کُردی در کردستان تبدیل شدند. پس از وقوع راپرین در سال ۱۹۹۱ چند نویسندۀ نامدار دیگر در سلیمانیه ظهور کردند که در موج نوی ادبیات کُردی به ایفای نقش پرداختند. از میان آن‌ها می‌توان به مریوان وریا قانع، بختیار علی، برزان هستیار، گوران باباعلی، زمناکو برهان قانع، میران آبراهام، قباد جلی‌زاده و چندین شخصیت دیگر اشاره کرد. هم‌اکنون نیز در سلیمانیه چنین جریانی در ادبیات کُردی وجود دارد و نویسندگان، شاعران و روشنفکران همواره در این شهر نقشی چشمگیر در جنبش کُرد داشته‌اند و دارند و موتور انقلاب بوده‌اند. در زمینۀ سینما نیز کارگردانان تأثیرگذار سینمای کُردی به‌ویژه در سدۀ بیست و یکم از شهر سلیمانیه برخاسته‌اند، که کارزان قادر، کارزان کاردوزی، هلکوت مصطفی از آن جمله‌اند. یکی دیگر از دلایلی که سبب شهره شدن سلیمانیه به‌عنوان شهر روشنفکری شده، تأسیس نخستین چاپخانهٔ کردستان در سلیمانیه است و همچنین نخستین روزنامهٔ کُردی نیز در شهر سلیمانیه چاپ شده است. امروزه نیز در شهر سلیمانیه چندین روزنامه و رسانهٔ تصویری به زبان‌های کُردی و عربی فعالیت می‌کنند.
در ۳۰ نوامبر ۲۰۱۹ یونسکو شهر سلیمانیه را به‌عنوان شهر خلاق ادبیات در شبکه شهرهای خلاق به ثبت رساند.

## آموزش
دانشگاه سلیمانیه یکی از بزرگ‌ترین و معتبرترین و قدیمی‌ترین دانشگاه‌های عراق است که در سال ۱۹۶۸ و با فرمان صدام حسین تأسیس شده است. این دانشگاه سی دانشکده دارد.
در سال ۱۹۸۱ شعبه‌ای از این دانشگاه در اربیل افتتاح شد که این شعبه در سال ۱۹۹۱ به نام دانشگاه صلاح‌الدین ایوبی مستقل شد.
همچنین دانشگاه آمریکایی سلیمانیه در سال ۲۰۰۶ در این شهر افتتاح شد.

## بازارهای معروف سلیمانیه
- بازار عثمان پاشا
- بازار نقیب
- بازار شیخ محمود
- بازار غفور آغا
- خانی غفور آغا
- خانی عجم
- خانی عبدالله دراز
- خانی حاجی سعید آغا
- خانی سوخته (بازار سیگار)

## اماکن گردشی
مهمان‌پذیرها:
- هتل تایتانیک ۵ ستاره
- هتل‌های کرست ۵ ستاره
- هتل البرز ۳ ستاره
- هتل اسکار ۳ ستاره
- هتل ماد ۳ ستاره
- هتل مولوی
- مهمانخانه چراخانی (چراغانی)
- هتل میوان (مهمان)
- هتل ابوصنعاء
- هتل ارین (که مشرف به پارک آزادی)
- هتل سلیمانی‌پالاس
- هتل آشتی ∗

دولت خودگردان کردستان عراق در یکی از میدان‌های شهر سلیمانیه، تندیسی از پژوهشگر ایرانی کرد، حسن قزلچی بر پا کرده است و این میدان را قزلچی نام نهاده است.
حسن قزلچی از اعضای کادر رهبری حزب تودهٔ ایران بود که در زندان جمهوری اسلامی به قتل رسید.

## شهرهای خواهرخوانده
- سنندج، ایران[۱۰]

## نگارخانه

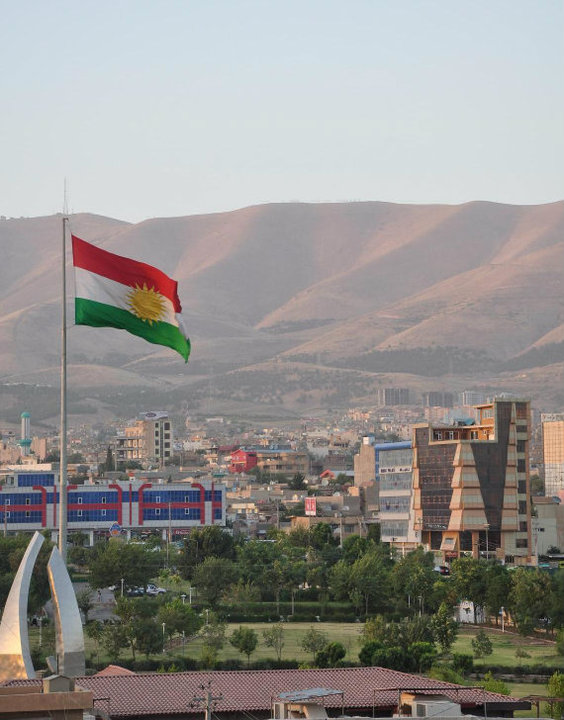
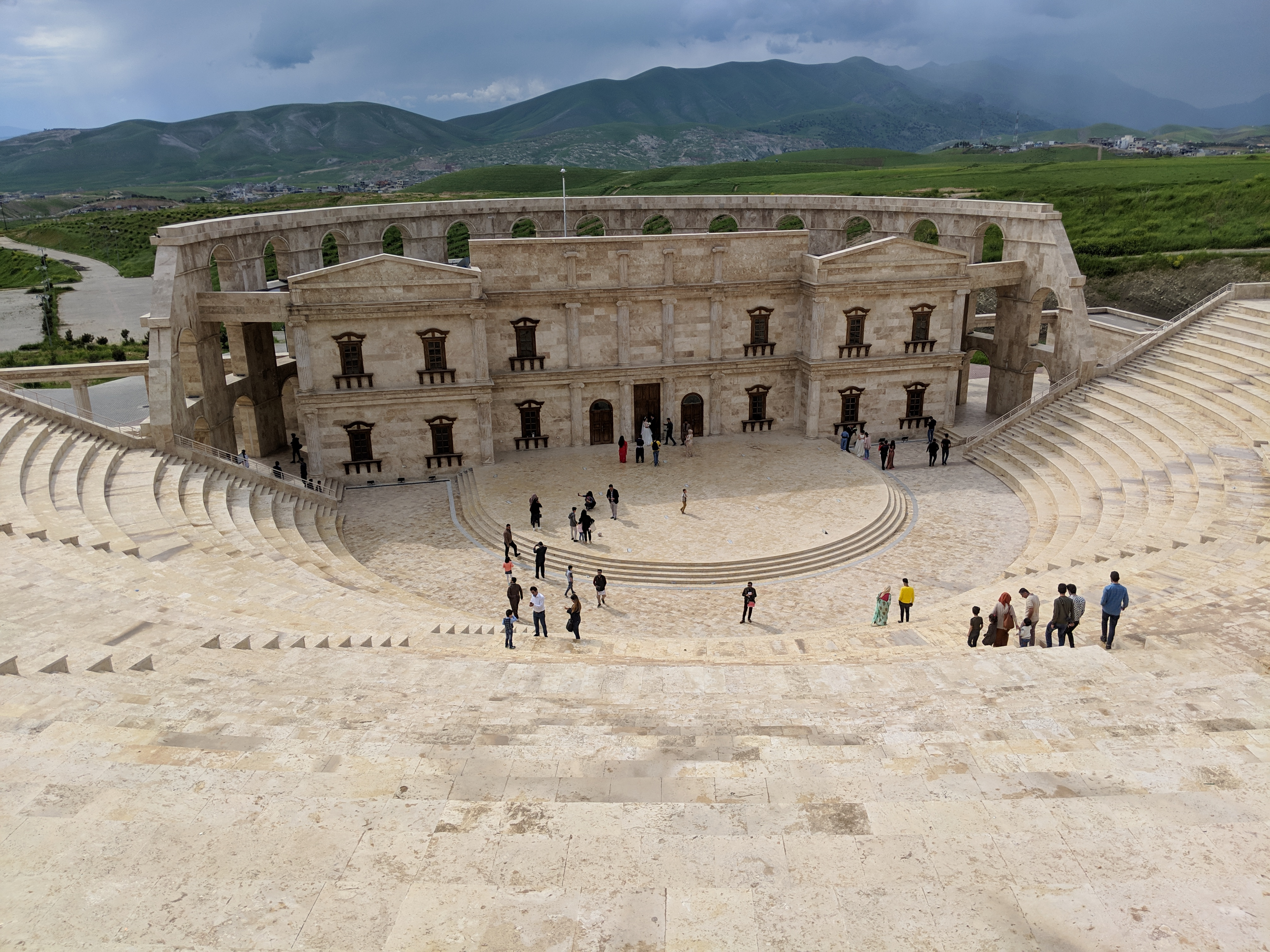
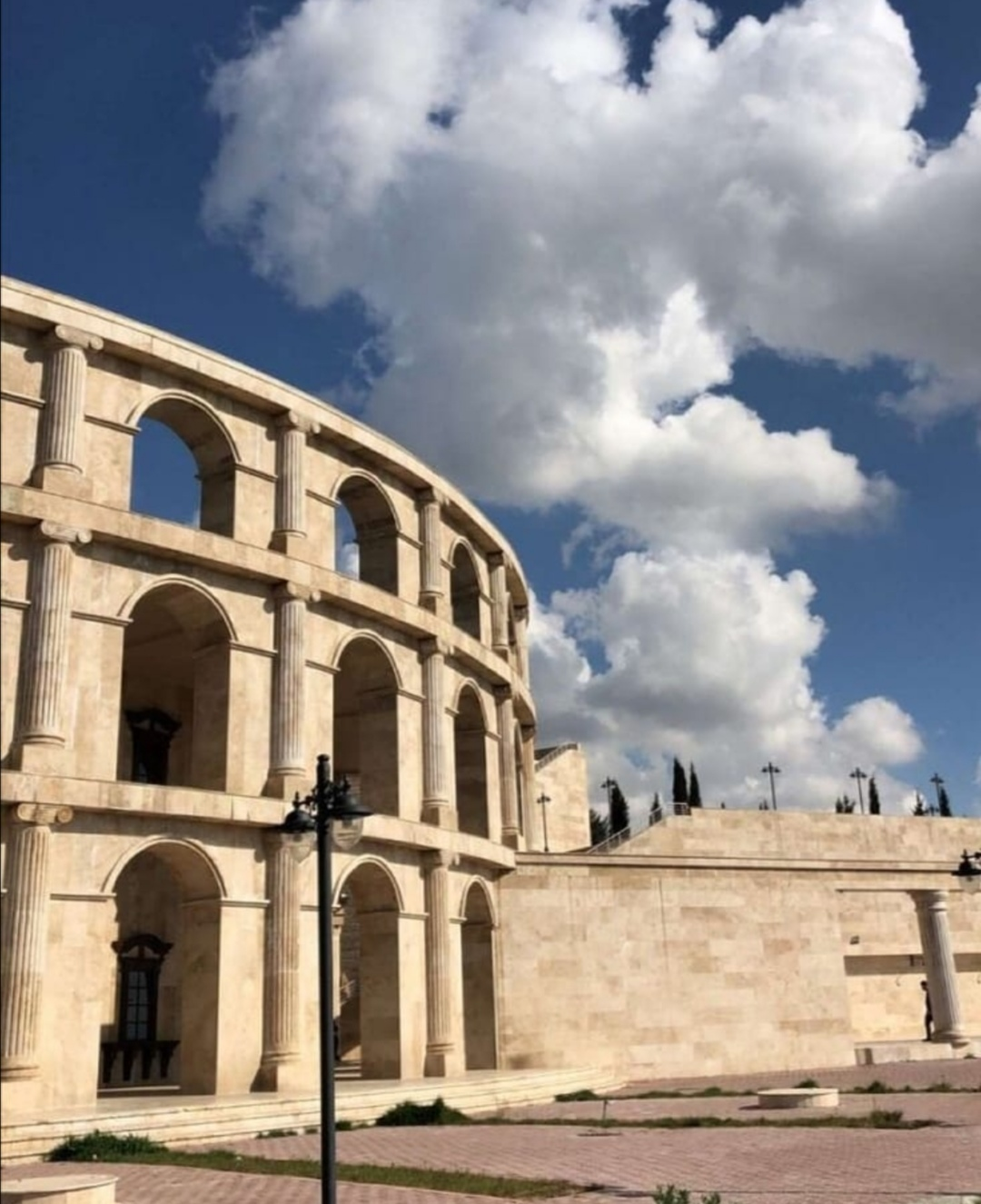
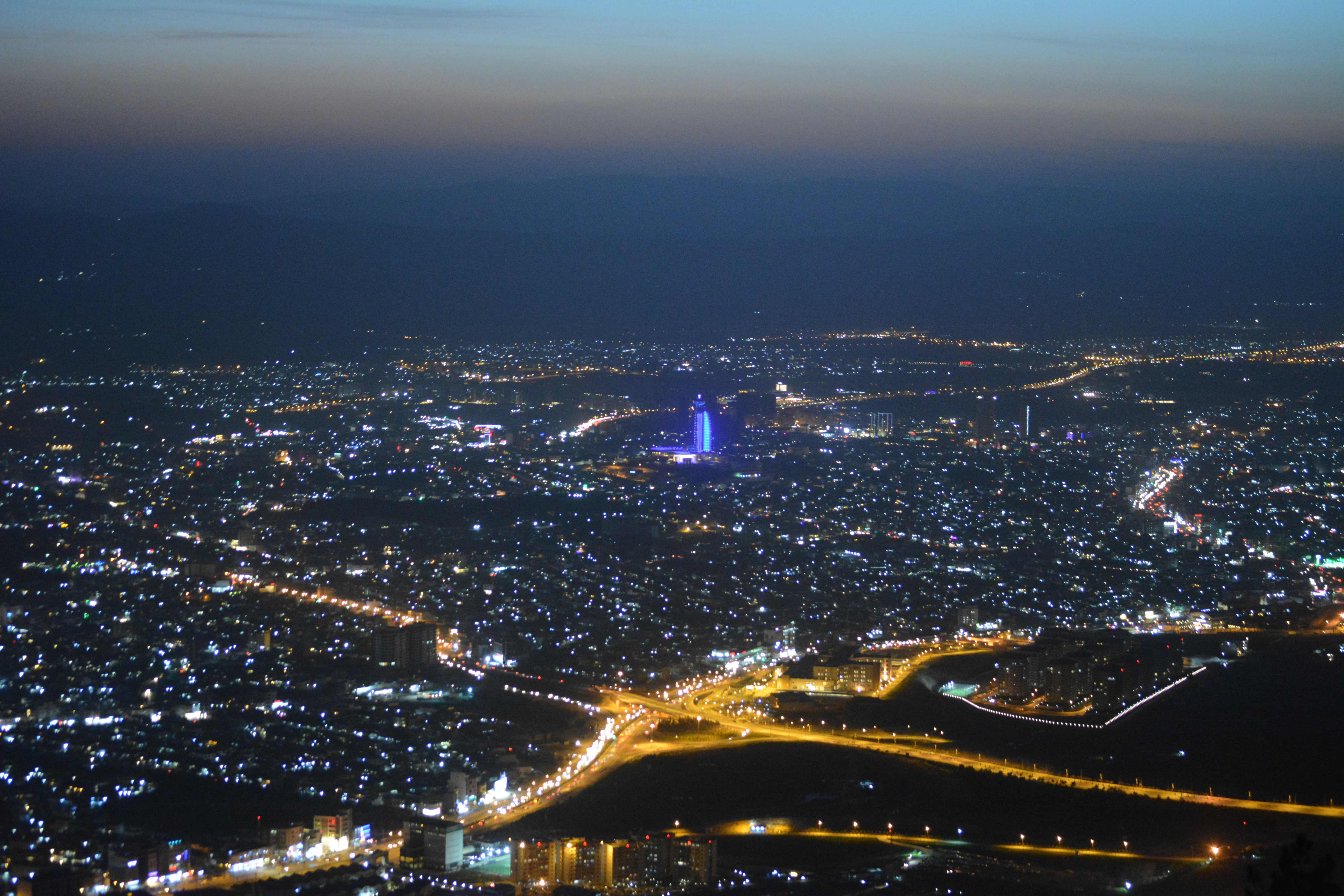
نمایی از شهر سلیمانیه در شب
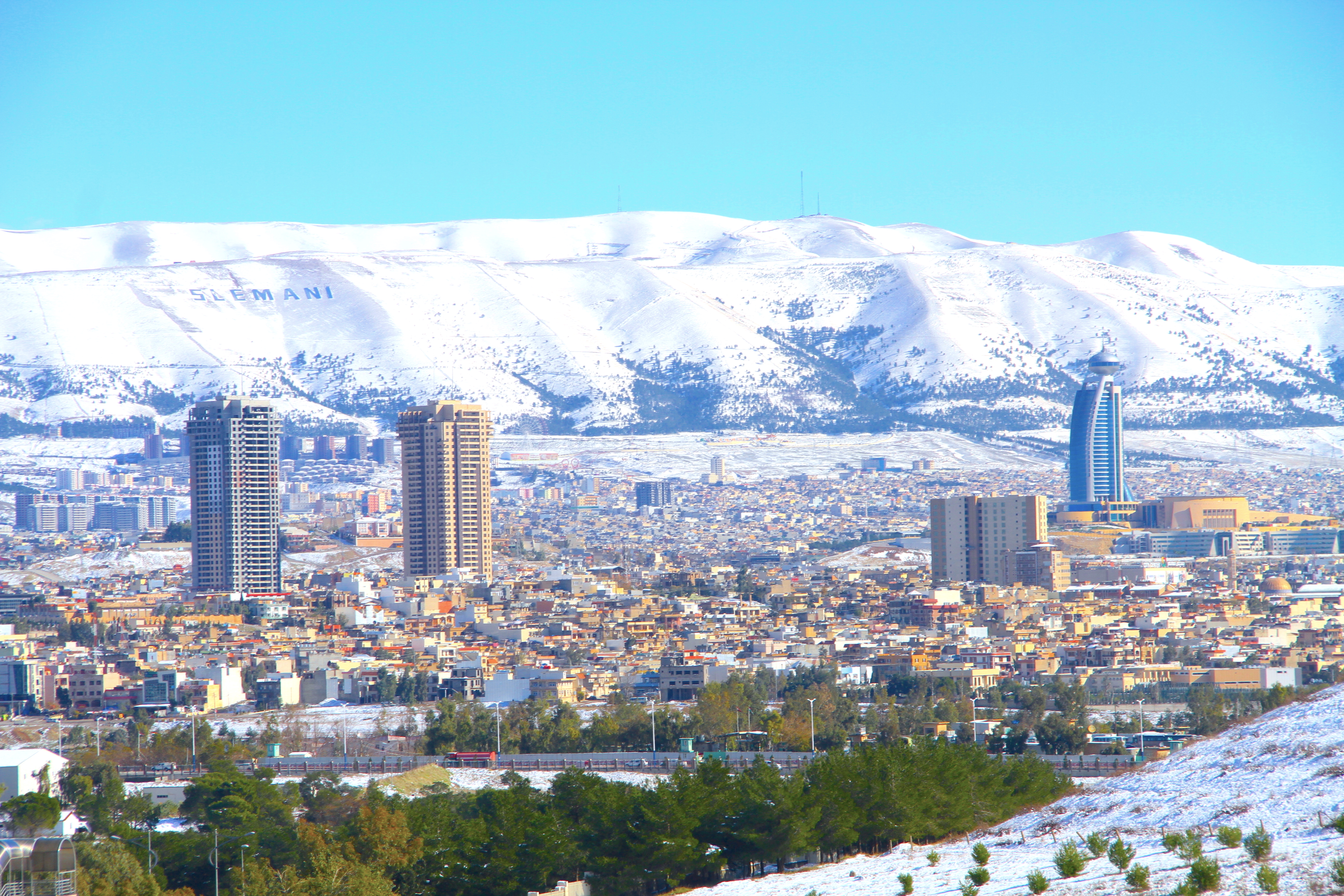
شهر سلیمانیه در زمستان
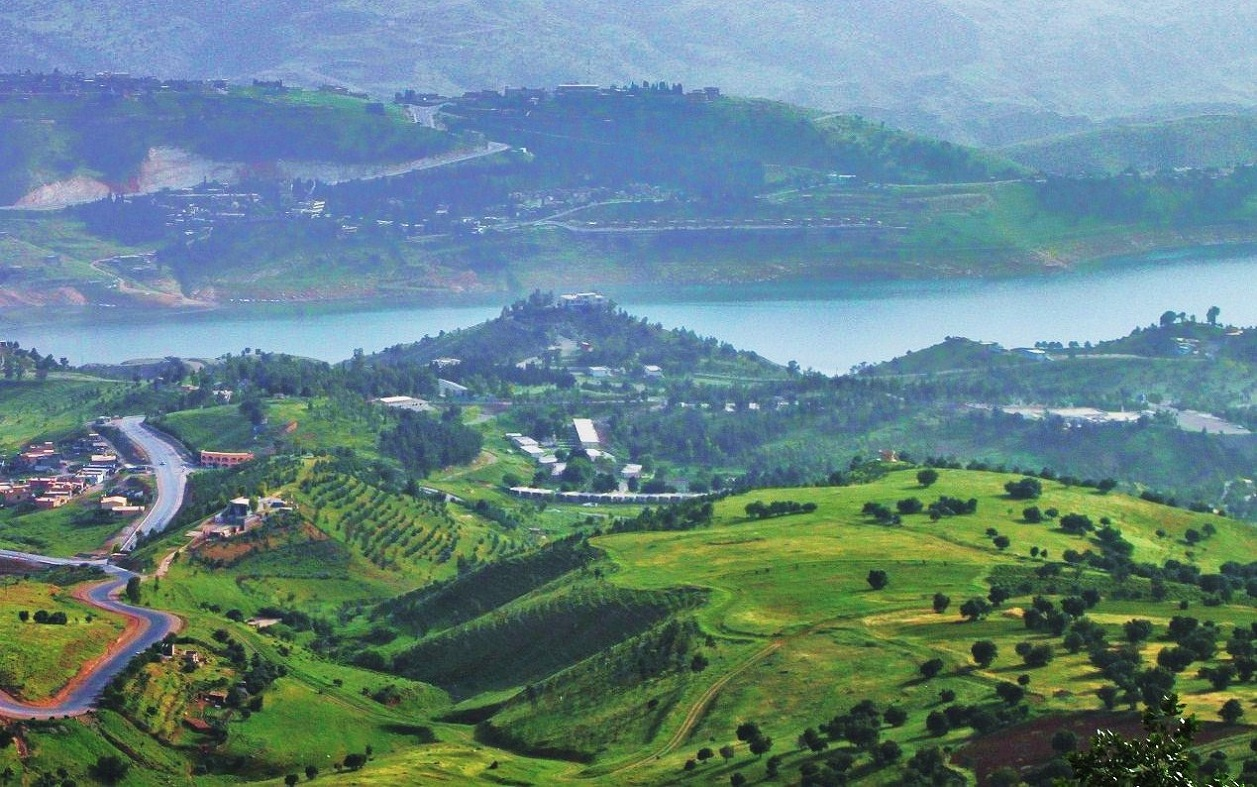
طبیعت سلیمانیه اطراف سد دوکان